# Top Gear (czasopismo)
Top Gear – brytyjski miesięcznik motoryzacyjny wydawany od października 1993 roku przez Immediate Media Company na podstawie licencji, której właścicielem jest spółka BBC Worldwide. Czasopismo powstało na fali popularności programu telewizyjnego Top Gear, emitowanego przez stację BBC Two, i od niego wzięło swoją nazwę.
Pismo wydawane jest na świecie w wielu lokalnych wersjach, m.in. w Australii, Bułgarii, Chinach, Czechach, Filipinach, Francji, Grecji, Holandii, Indiach, Indonezji, Korei Południowej, Malezji, Nowej Zelandii, Rosji, Rumunii, Singapurze, Szwecji, Tajlandii i Włoszech.

## Przyznane nagrody

### Samochód roku
- 1997: Ford Puma
- 1998: Ford Focus
- 2000: Fiat Multipla
- 2002: Range Rover
- 2003: Jaguar XJ8
- 2004: Nissan 350Z
- 2005: Toyota Aygo, Bugatti Veyron
- 2006: Jaguar XK
- 2007: Subaru Legacy Outback, Ford Mondeo
- 2008: Volkswagen Scirocco
- 2009: Ferrari 458 Italia
- 2010: Citroën DS3
- 2011: Range Rover Evoque
- 2012: Toyota GT86
- 2013: Ford Fiesta ST
- 2014: BMW i8
- 2015: Ford Focus RS
- 2016: Alfa Romeo Giulia Quadrifoglio
- 2017: Honda Civic Type R

### Supersamochód roku
- 2006: Ferrari 599 GTB Fiorano
- 2007: Nissan GT-R
- 2008: Chevrolet Corvette C6 ZR1
- 2009: Ferrari 458 Italia
- 2010: Koenigsegg Agera
- 2011: Lamborghini Aventador
- 2012: Ferrari F12 Berlinetta
- 2013: Ferrari 458 Speciale
- 2014: Lamborghini Huracan
- 2015: Ferrari 488 GTB

### Samochód dekady
- lata 2000: Bugatti Veyron

### Osobistości roku
- 2007: Lewis Hamilton, Peter Roberts, Colin McRae, Steve Fossett, Dario Franchitti, Luca de Meo, Angela Merkel, Michael Bay.
- 2010: Haruhiko Tanahashi, Sébastien Loeb, Ferdinand Piëch, Volker Mornhinweg, Ross Brawn, Jenson Button, Mark Lloyd (brytyjski projektant Citroëna).
- 2011: Adrian Newey, Takanobu Ito, Dario Franchitti, Jenson Button, Peter Schreyer, Victoria Beckham, Franco Cimatti, Dario Benuzzi.
- 2012: Ranulph Fiennes, Felix Baumgartner, Stefano Domenicali, Chris Hoy, Sid Watkins, Robert Kubica, Alex Zanardi, Ratan Tata, Ian Callum, Martin Winterkorn.

## Edycja polska
Polska edycja "Top Gear" ukazywała się od lutego 2008 roku do października 2016 roku. Początkowo wydawcą polskiej wersji "Top Gear" była spółka Burda Communications. a redaktorem naczelnym Piotr R. Frankowski. Po przejęciu praw do publikacji polskiej edycji przez Ringier Axel Springer Polska obowiązki redaktora naczelnego przejął Szymon Sołtysik. W kwietniu 2012 roku została uruchomiona oficjalna strona internetowa czasopisma.
We wrześniu 2016 roku wydawca poinformował, że jego licencja na wydawanie "Top Gear" w Polsce wygasła i miesięcznik zniknie z rynku w październiku 2016 roku. Łącznie ukazało się 105 numerów.

### Redakcja i współpracownicy[3]

#### Zespół redakcyjny
- Szymon Sołtysik - redaktor naczelny
- Rafał Sękalski - zastępca redaktora naczelnego
- Krzysztof Kubicki - dyrektor artystyczny
- Karolina Bazydło-Rossienik - sekretarz redakcji
- Jarosław Horodecki
- Piotr Ceran
- Szczepan Mroczek
- Marcin Dulat - grafik
- Sebastian Sękalski - grafik
- Bartłomiej Szyperski - fotoedytor

#### Stali współpracownicy
- Szymon Dziawer
- Tadeusz Orłowski
- Rafał Płatek
- Łukasz Rossienik
- Mikołaj Sokół
- Piotr R. Frankowski - felietonista
- Paweł Kucharski - fotograf
- Robert Laska - fotograf
- Błażej Żuławski - fotograf

#### Korekta
- Jolanta Kucharska

#### Tłumaczenia
- Grzegorz Grątkowski
- Dorota Kańska